# История диптерологии
История диптерологии
Диптерология, изучающая двукрылых насекомых, как и вся энтомология, берёт своё начало из древнейших времен и культур, что объясняется постоянным присутствием в окружении человека и домашних животных двукрылых кровососов, паразитов и мертвоедов.

## Введение

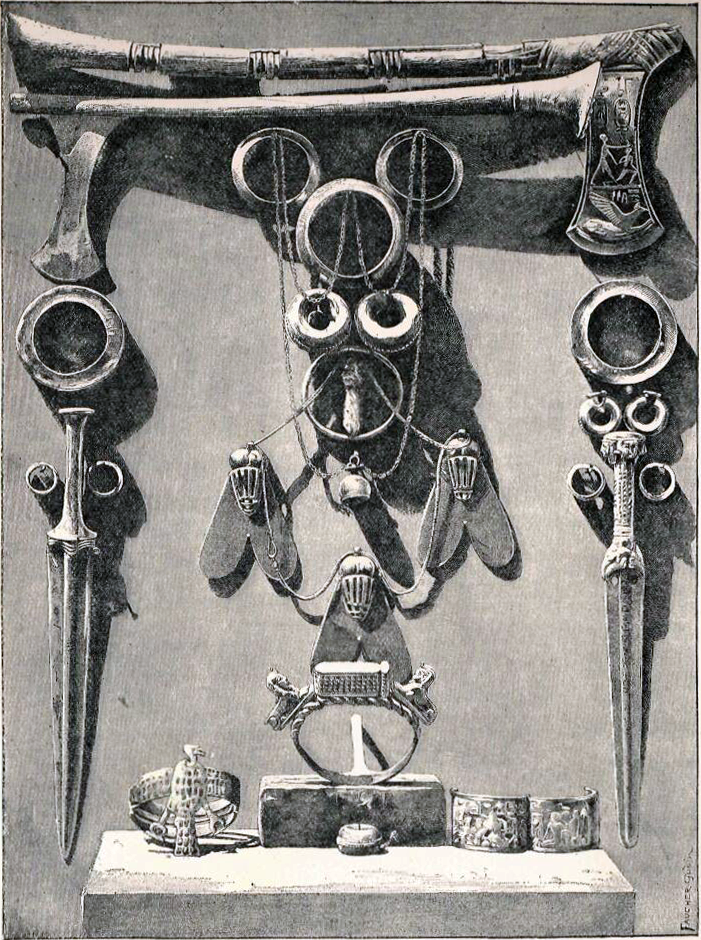
Золотые мухи и оружие царицы Яххотеп. XVI век до н. э. Каирский египетский музей. Фото 1901 года

Широко известны золотые мухи Древнего Египта — золотые украшения в виде стилизованных мух, награда эпохи Нового царства, середины XVI века до н. э.. Современник и родственник фараона Яхмоса, военачальник Яхмос-пен-Нехебт носил шесть золотых мух и трёх золотых львов. При Тутмосе III стандартизованная золотая муха стала высшей боевой наградой Египта.
Один из древнеегипетских иероглифов времён Рамсеса II определённо изображает длинноусое двукрылое насекомое (Nematocera) с двумя длинными усиками и двумя относительно узкими крыльями.

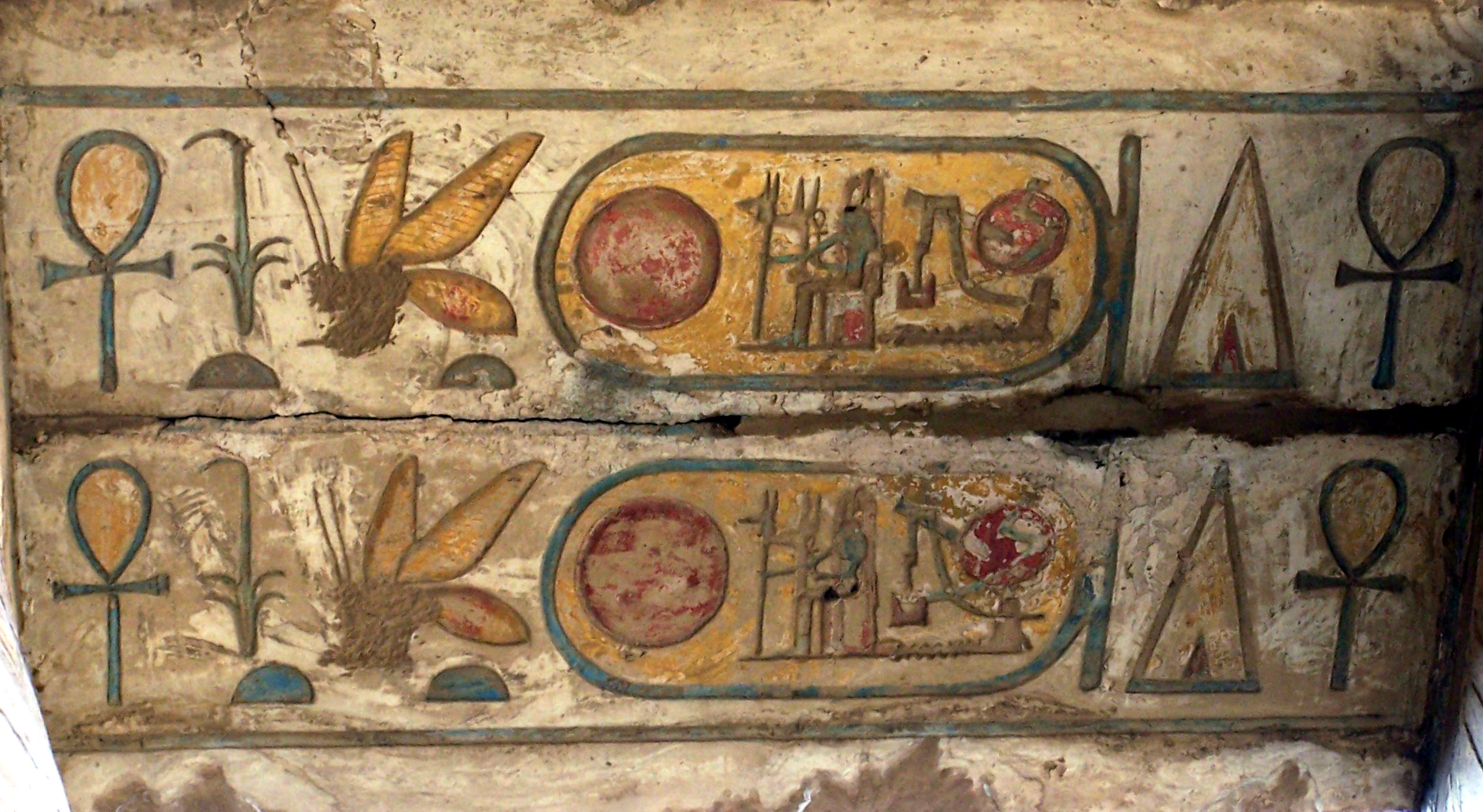
Пример древнеегипетской надписи с изображением насекомого

Первая известная нам книга Библия наряду с другими членистоногими упоминает три вида насекомых, которые большинство словарей и энциклопедий ассоциируют с двукрылыми (из контекста священного писания), причём, два из них явились причиной бедствий, обрушившихся на египтян за отказ египетского фараона освободить порабощённых сынов Израилевых (третье и четвёртое наказания). Во-первых, это мелкие кровососы, в современных изданиях названные «мошками» (Исход 8:16-18), под которыми обычно понимают группу низших двукрылых (гнус) из Simuliidae, Ceratopogonidae, Culicidae и Phlebotominae. Во-вторых, это быстролетающие и крупные жалящие двукрылые под названием «пёсья муха» (Исход 8: 21-24). Практически все словари и энциклопедии ошибочно приписывают это имя оводам (Oestridae), которые на самом деле не имеют ни колющего, ни сосущего ротового аппарата. Напротив, наиболее подходят к описаниям поведения «пёсьей мухи» слепни (Tabanidae) и жигалки рода Stomoxys (Muscidae). Наконец, в ряде мест Библии упоминаются «черви», например «И они вместе будут лежать во прахе, и червь покроет их» (Книга Иова 21:26). Наиболее вероятно, здесь идет речь о личинках мясных и падальных мух (Calliphoridae и Sarcophagidae).
Некоторые Эзоповы басни (Комар и лев, Комар и бык, Муха, Мухи) посвящены двукрылым. Считается, что Эзоп жил в Древней Греции между 620 и 560 гг. до н. э. В гомеровской «Илиаде» описывается молниеносная реакция мух, набрасывавшихся на тела воинов, убитых на поле боя. Автор поэмы рассказывал об этом так: «Я от него отогнать постараюсь свирепые стаи // Мух, поедающих трупы мужей, умерщвлённых в сраженьях». Там же говорилось о способности мух быстро заполнять раны личинками: «Как бы тем временем мухи, проникнув в глубокие раны, // Медью пробитые в теле Менетьева мощного сына, // Не народили червей. Они изуродуют тело: // Вырвана жизнь из него! И станет оно разлагаться». К числу так называемых специализированных падальниц относятся и зелёные мухи каллифориды (Calliphoridae), взрослые особи которых ускоряют разложение мёртвых тел.
Аристотель между 339 и 334 гг. до н. э. замечательно точно на взгляд энтомолога описал морфологию, биологию, поведение двукрылых (и других) насекомых в своей энциклопедии История животных. Последующие 1500 лет древние авторы естественноисторических трудов занимались, по сути дела, толкованием, развитием и опровержением идей Аристотеля и его учеников.
Так, считается, что итальянец Франческо Реди поставил первые в истории биологии эксперименты, опровергающие представления Аристотеля о самозарождении жизни. Он экспериментально доказал невозможность самозарождения мух из гнилого мяса (затянув часть горшков с гнилым мясом кисеей, он смог воспрепятствовать откладке яиц мухами). Результаты опытов были опубликованы в 1668 году в труде «Опыты по происхождению насекомых» (итал. Esperienze Intorno alla Generazione degl'Insetti). Между тем, внимательный читатель «Истории животных» обнаружит лишь наблюдения о вылете некоторых видов насекомых из пупариев и куколок, скрытых в разных субстратах, тогда как для других видов насекомых (двукрылых и чешуекрылых) описан практически полный метаморфоз от личинки до имаго и процесс размножения взрослых особей.
Ещё раньше Амбруаз Паре (фр. Ambroise Paré) (ок. 1510 — 20 декабря 1590), придворный хирург при французских королях Генрихе II, Франциске II, Карле IX и Генрихе III, заметил, что личинки двукрылых часто наполняли открытые раны на теле человека.
История судебно-медицинской энтомологии зиждется на использовании двукрылых насекомых. Так, в Древнем Китае, в труде по судебно-медицинской экспертизе эпохи династии Сун (960—1279) Сборник случаев по исправлению судебных ошибок, опубликованном Сун Цы в 1247 г., описаны самые древние известные случаи по использованию судебной энтомологии. В деле об убийстве в 1235 г. был зарезан житель деревни. Расследование установило, что раны были нанесены серпом, инструментом, используемым для срезания риса во время уборки урожая. Этот факт привёл следователей к подозрению крестьян, работавших на уборке риса вместе с убитым. Местный магистрат собрал жителей деревни на городской площади со своими серпами, их положили на траву и отошли в сторону. Через несколько минут масса мясных мух собрались вокруг только одного серпа, привлечённые запахом следов крови, невидимых невооружённым глазом. Всем стало очевидно, что владелец этого серпа является виновником, последний, моля о пощаде, был задержан властями.

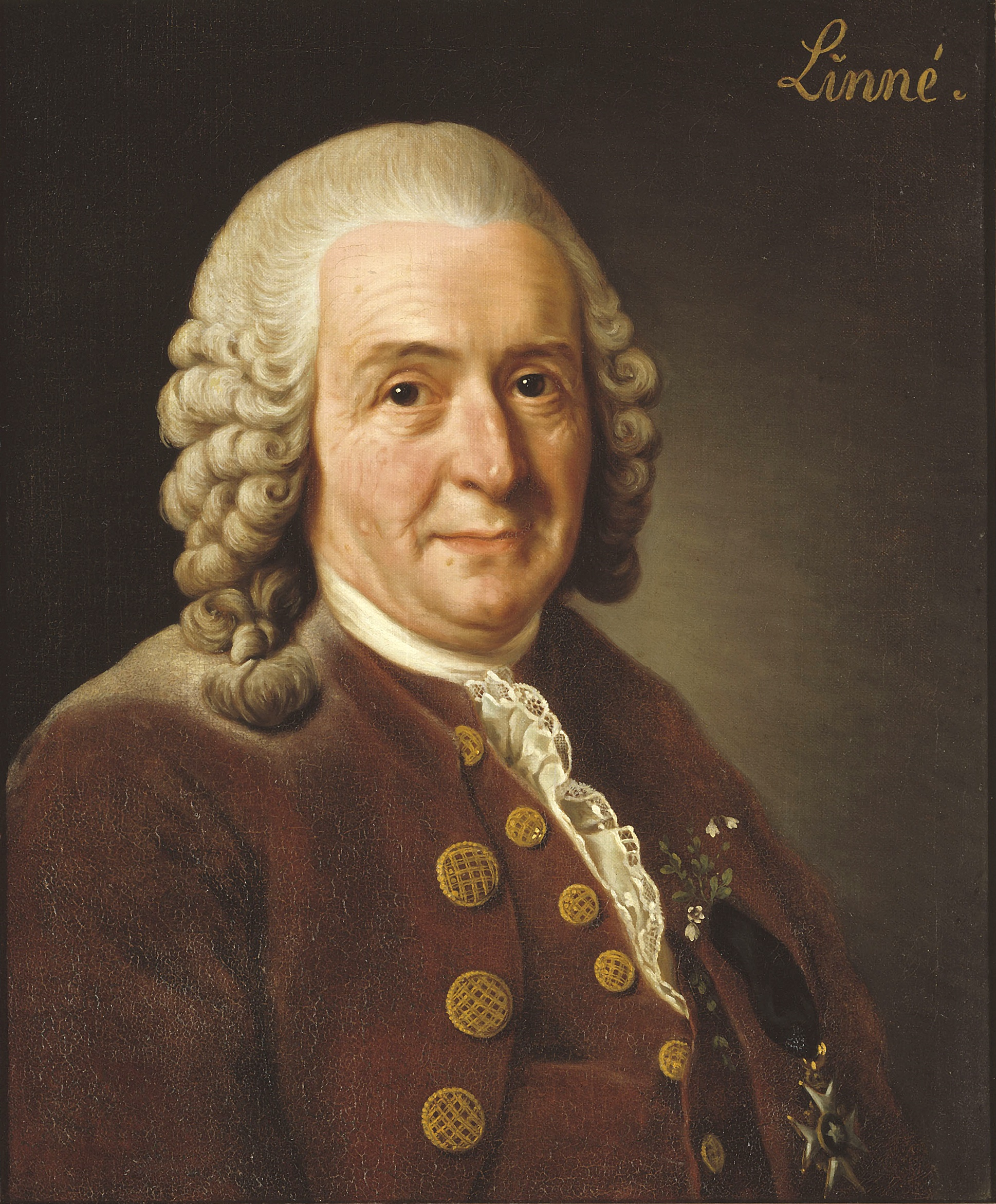
Портрет Карла Линнея работы Александра Рослина

Всё же, история научных исследований по энтомологии (и диптерологии, в частности) в современном понимании начинается в XVI веке. Причём, относительно достоверная идентификация объектов научных наблюдений и экспериментов стала возможной только тогда, когда шведский естествоиспытатель и врач Карл Линней создал единую систему классификации растительного и животного мира, в которой были обобщены и в значительной степени упорядочены знания всего предыдущего периода развития биологической науки, что ещё при жизни принесло ему всемирную известность. Одной из главных заслуг Линнея стало определение понятия биологического вида, внедрение в активное употребление биноминальной (бинарной) номенклатуры и установление чёткого соподчинения между систематическими (таксономическими) категориями. Все двукрылые были включены Линнеем в 10 родов (Oestrus, Tipula, Musca, Tabanus, Culex, Empis, Conops, Asilus, Bombylius и Hippobosca), которые очень скоро стали дробиться на новые роды и семейства, объединенные теперь в отряд Diptera.
Список диптерологов (исследователей двукрылых насекомых), внёсших более или менее значительный вклад в развитие диптерологии, огромен. Число специалистов и любителей, описавших по крайней мере один новый вид по Линнеевской системе, достигает 5000 (см. приложение).

## Хронология важнейших событий в истории диптерологии

### XVII век
- 1602 — в Болонье издана книга Улиссе Альдрованди: De animalibus insectis libri septem, cum singulorum iconibus ad viuum expressis, содержащая обобщение литературных данных о двукрылых насекомых (стр. 342—402), начиная с библейских и античных времён, краткие описания и изображения нескольких десятков видов родов Musca, Culex, Tabanus (группа родов Binas, то есть двукрылых, по системе Альдрованди).

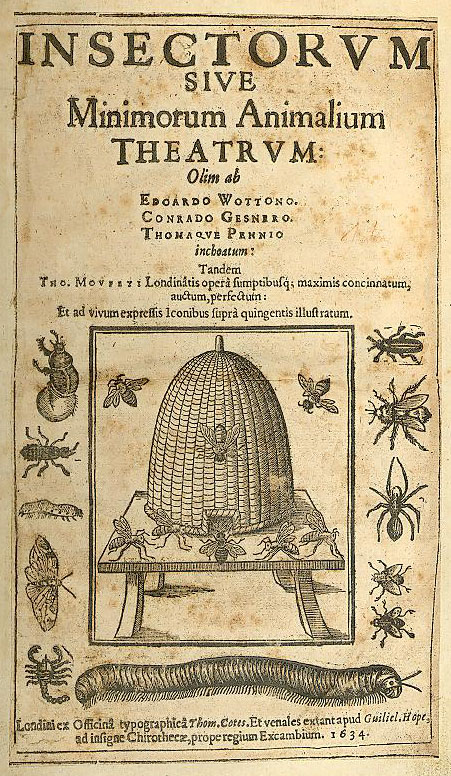

- 1634 — в Лондоне напечатана книга, подготовленная ещё в XVI веке: Insectorum sive minimorum animalium theatrum: olim ab Edoardo Wottono, Conrado Gesnero, Thomaque Pennio inchoatum: tandem Tho. Movfeti Londinâtis operâ sumptibusq; maximis concinnatum, auctum, perfectum: et ad vivum expressis iconibus suprà quing (Театр насекомых). Основным автором считается Конрад Геснер (1516—1565). На стр. 54—62 собраны упоминания античных философов, историков и писателей о мухах и других двукрылых, начиная с Аристотеля, Плутарха, Лукиана («Похвала мухе»[www.lib.ru/POEEAST/LUKIAN/lukian1_1.txt]) и др. Приведены изображения разных видов. Сделана попытка поставить древнегреческие названия мух в соответствие с латинскими (Musca, Asilus, Tabanus) терминами, а также с их названиями в живых европейских языках. Интересно, что название Musca carnivora из этой книги было формально узаконено только в 1794 году Фабрицием, а в 1992 году было официально признано забытым в пользу вида Calliphora vicina, описанного лишь в 1830 году .
- 1665 — английский естествоиспытатель Роберт Гук публикует «Микрографию»[8], где описаны его микроскопические и телескопические наблюдения, содержащую публикацию первых микроскопических изображений деталей строения двукрылых насекомых[9].
- 1668 — итальянец Франческо Реди экспериментально доказал невозможность самозарождения мух из гнилого мяса в труде «Опыты по происхождению насекомых» (итал. Esperienze Intorno alla Generazione degl'Insetti).
- 1669 — голландский натуралист Ян Сваммердам опубликовал книгу Historia Insectorum Generalis, в которой содержатся описания морфологии и иллюстрации по анатомии насекомых, в том числе двукрылых.en:Jan Swammerdam

### XVIII век
- 1734 — 1742 — французский естествоиспытатель и натуралист, энтомолог Рене Антуан Реомюр опубликовал Mémoires pour servir à l'histoire des insectes (Imprimerie royale, Paris) в 6-ти томах, где, в частности, описал явление паразитизма у пчелиных вшей (бескрылые двукрылые семейства Braulidae), изучил насекомых-галлообразователей и т. д.

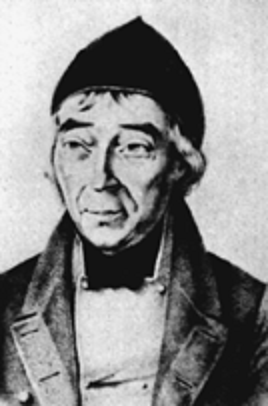
Йоханн Вильгельм Мейген

- 1752 — шведский энтомолог Карл де Геер опубликовал 1-й том серии Mémoires pour servir à l’histoire des insectes (Grefing & Hesselberg, Stockholm 1752—1778). В 6-м томе (1776) описано много видов двукрылых насекомых, их метаморфоз, личинки и куколки.
- 1758 — 10-е издание Systema naturae («Система природы»). Дата опубликования этого издания — 1 января 1758 года — принята за исходный пункт зоологической номенклатуры. В род Musca включено несколько десятков видов высших двукрылых из нескольких современных семейств Diptera.
- 1763 — итальянско-австрийский естествоиспытатель Джованни Антонио Скополи издал книгу по насекомым Крайны (Entomologіa Carnіolіca, 1763), в которой описал много новых видов двукрылых, следуя линнеевской номенклатуре.
- 1764 — Родился Иоганн Вильгельм Майген (нем. Johann Wilhelm Meigen), — немецкий натуралист, энтомолог, крупный специалист по Двукрылым насекомым, основоположник диптерологии, описавший главный объект генетики муху дрозофилу (Drosophila melanogaster Meigen, 1830) и малярийных комаров (Anopheles Meigen, 1818).[10]

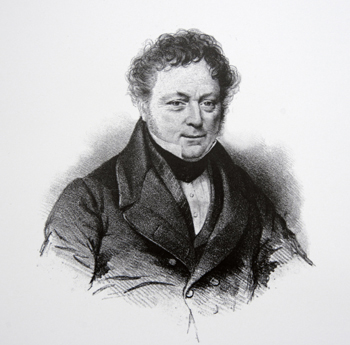
Жюстен-Пьер-Мари Маккар

- 1764 — Родился Карл Фредрик Фаллен (швед. Carl Fredrik Fallén) — шведский энтомолог, был профессором минералогии в Лунде; автор нескольких монографий по двукрылым Швеции.
- 1767 — Карл Линней описал первое двукрылое тропической Африки, — Bombilius capensis (ныне в роде Australoechus семейства Bombyliidae), по материалам, присланным ему нидерландским губернатором Капской колонии Рейком Тюльбахом (1699—1771).
- 1771 — Петер Симон Паллас опубликовал в Санкт-Петербурге 1-й том книги Reise durch verschiedene Provinzen des russischen Reichs (нем.) (Путешествие по разным провинциям Российского государства)[11] с описанием новых видов животных, в том числе первых известных из России двукрылых (стр. 474—475).
- 1775 — Иоганн Христиан Фабриций назначен профессором естественных наук при Кильском университете. Фабриция считают одним из основателей современной энтомологии. В этом же году он опубликовал 1-ю из серии энтомологических монографий, в которых описал много новых видов двукрылых — Systema entomologiae sistens Insectorum classes, ordines genera, species, adjectis synonymis, locis, descriptionibus, observationibus (Фленсбург и Лейпциг, 1775).
- 1776 — Родился Пьер Жюстен Мари Маккар (фр. Justin Pierre Marie Macquart), описавший много видов двукрылых насекомых.
- 1776 — Неожиданное появление гессенской мухи Mayetiola destructor (Say, 1817) около Нью-Йорка, полностью уничтожившей посевы пшеницы за несколько дней. Вспышка массового размножения породила многолетнюю научную дискуссию о возможном завозе вредителя из Европы в 1776 г. наёмными гессенскими солдатами вместе с соломой; тогда же она получила и название (англ.) Hessian flу, придуманное Морганом (George Morgan).[12]
- 1785 — Родился Иоганн-Вильгельм Цеттерштедт (швед. Johann Wilhelm Zetterstedt), выдающийся шведский энтомолог, работавший, в основном с Diptera.
- 1788 — Начало научной деятельности Йоханна Вильгельма Мейгена.
- 1799 — Родился Жан-Батист Робино-Девуади (фр. Andre Jean Baptiste Robineau-Desvoidy), французский энтомолог, описавший много видов двукрылых насекомых.

### XIX век (первая половина)
- 1801 — Пьер Андре Латрейль (en:Pierre André Latreille) опубликовал 1-ю часть фр. Histoire naturelle, générale et particulière des crustacés et des insectes (14 томов, последний опубликован в 1805 году). В этой и последующих работах (1806—1809, 1810, 1825, 1829) он разработал концепцию семейств и триб, в частности, предложил семейства Asilidae, Dolichopodidae, Muscidae, Syrphidae и Tabanidae (Diptera).
- 1802 — Иван Алексеевич Двигубский защитил в Московском университете и опубликовал диссертацию Primitiae Faunae Mosquiensis, seu enumeratio animalium, quae sponte circa Mosquam vivunt с приложением списка известных к тому времени насекомых Московской губернии, в том числе двукрылых.
- 1807 — Луи Жюрин опубликовал Nouvelle Méthode de Classer les Hyménoptères et les Diptères, Genève (Женева).
- 1807 — год рождения трёх известных диптерологов: Hermann Loew, Alexander Henry Haliday и Camillo Rondani.
- 1814 — Карл Фредрик Фаллен начал публиковать монографию Diptera Sueciae в Лунде (1814—1825).
- 1818 — Иоханн Вильгельм Майген опубликовал 1-й (из семи) том Systematische Beschreibung der Bekannten Europäischen zweiflugen Insecten (1818—1830), а также фр. Nouvelle classification des mouches à deux ailes. Предложена новая классификация Diptera.

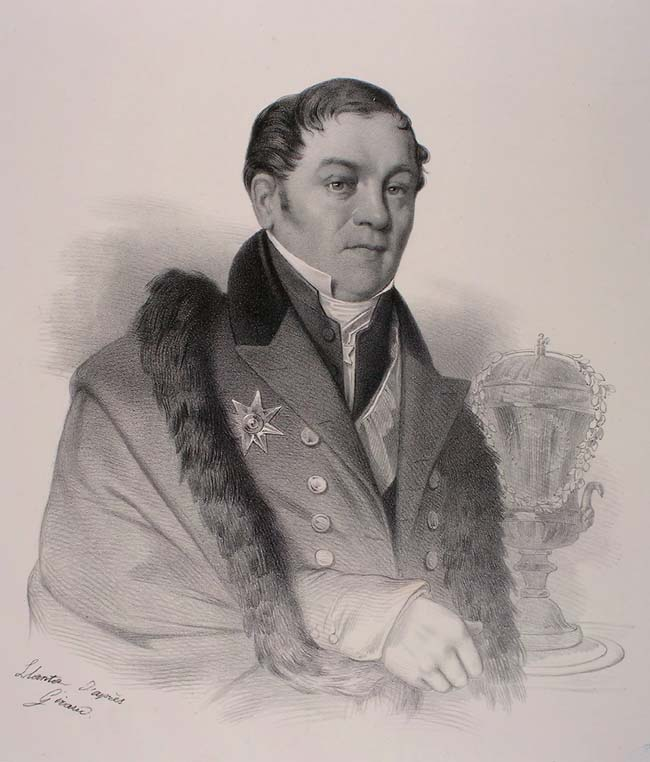
Григорий Иванович Фишер фон Вальдгейм

- 1820 — Григорий Иванович Фишер фон Вальдгейм опубликовал 1-й том Entomographia imperii rossici; Genera Insectorum systematice exposita et analysi iconographica instructa (Москва). Широко известен единственным в зоологии примером описания нового рода (Medetera из семейства Dolichopodidae) в программе-приглашении на заседание Московского Императорского общества испытателей природы.
- 1820 — Христиан Рудольф Видеманн опубликовал монографию Diptera exotica: sectio I. в Киле.
- 1823 — Эдуард Александрович Эверсман начал свою научную деятельность (с 1828 г. — ординарный профессор зоологии и ботаники в Казанском университете). В 1834 г. опубликовал обобщение по Diptera бассейна Волги и Уральских гор.
- 1832 — Беньямин Август Гиммерталь (Benjamin August Gimmerthal) — немецкий энтомолог (1779—1848), начал публикацию статей по фауне двукрылых насекомых Лифляндии и Курляндии (Bull. Soc. Imper. Nat. Moscou, 4, 1832); среди трудов следует упомянуть первую попытку составления полного списка двукрылых насекомых России «Erster Beitrag zu einer künftig zu bearbeitenden Dipterologie Russlands» (Bull. Soc. Imper. Nat. Moscou, 18, 4, 1845-47).

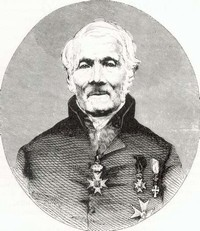
Иоганн-Вильгельм Цеттерштедт

- 1838 — Иоганн-Вильгельм Цеттерштедт начал публикацию монографии Insecta Lapponica (1838—40).
- 1840 — священником Фредериком Уильямом Хоупом (Frederick William Hope) предложен термин «миаз», чтобы именовать болезни, которые вызывают личинки двукрылых — в противоположность болезням, вызванным личинками других насекомых (для которых использовался термин «сколециаз»)[13].
- 1842 — Александр Фёдорович Миддендорф отправился в экспедицию в Северную Сибирь и на Дальний Восток (1842—1845). Результаты обработки двукрылых публиковали Эдуард Петрович Ментрие и Вильгельм Фердинанд Эрихсон (1851 — Dr A. Th. V. Middendorfs Reise in den äussersten Norden u. Osten Sibiriens während der Jahre 1843 u. 44. Band II. Zoologie. Insekten, bearbeitet von E. Ménétriés u. Erichson, St. Petersburg 1851. Diptera) и другие учёные.
- 1842 — Иоганн-Вильгельм Цеттерштедт начал публикацию монографии Diptera Scandinaviae 1842—1860.
- 1845 — Размус Карл Штэгер опубликовал первые данные по диптерофауне Гренландии (Grönland’s Antliater. Naturh. Tidskrift af Kröijer).

### XIX век (вторая половина)
- 1851 — Опубликован 1-й том книги Френсиса Уокера Insecta Britannica Diptera, 3 vols., London, 1851-6, в которой Холидей, Александр Генри предложил новые ключевые признаки и определитель для отряда Diptera. В этом же году Жан Мари Леон Дюфур опубликовал иллюстрированную монографию по анатомии и физиологии двукрылых: Recherches anatomiques et physiologiques sur les diptères, accompagnées de considérations relatives à l'histoire naturelle de ces insectes. Mémoires présentés par divers savants à l'Académie des Sciences d l'Institut 11: 171-360, Pl. 1-11.
- 1854 — Игнац Рудольф Шинер начал публиковать монографию Diptera Austriaca . Aufzahlung aller im Kaiserthum Oesterrich bisher aufgefundenen Zweifluger, 1-4 Verh. Zool. Bot. Ver. Wien. 4-8 263pp.(1854—1858).
- 1855 — Камилло Рондани начал публиковать монографию Dipterologiae Italicae Prodromus, 1-5, Parma: Stochi (завершена в 1862 году).

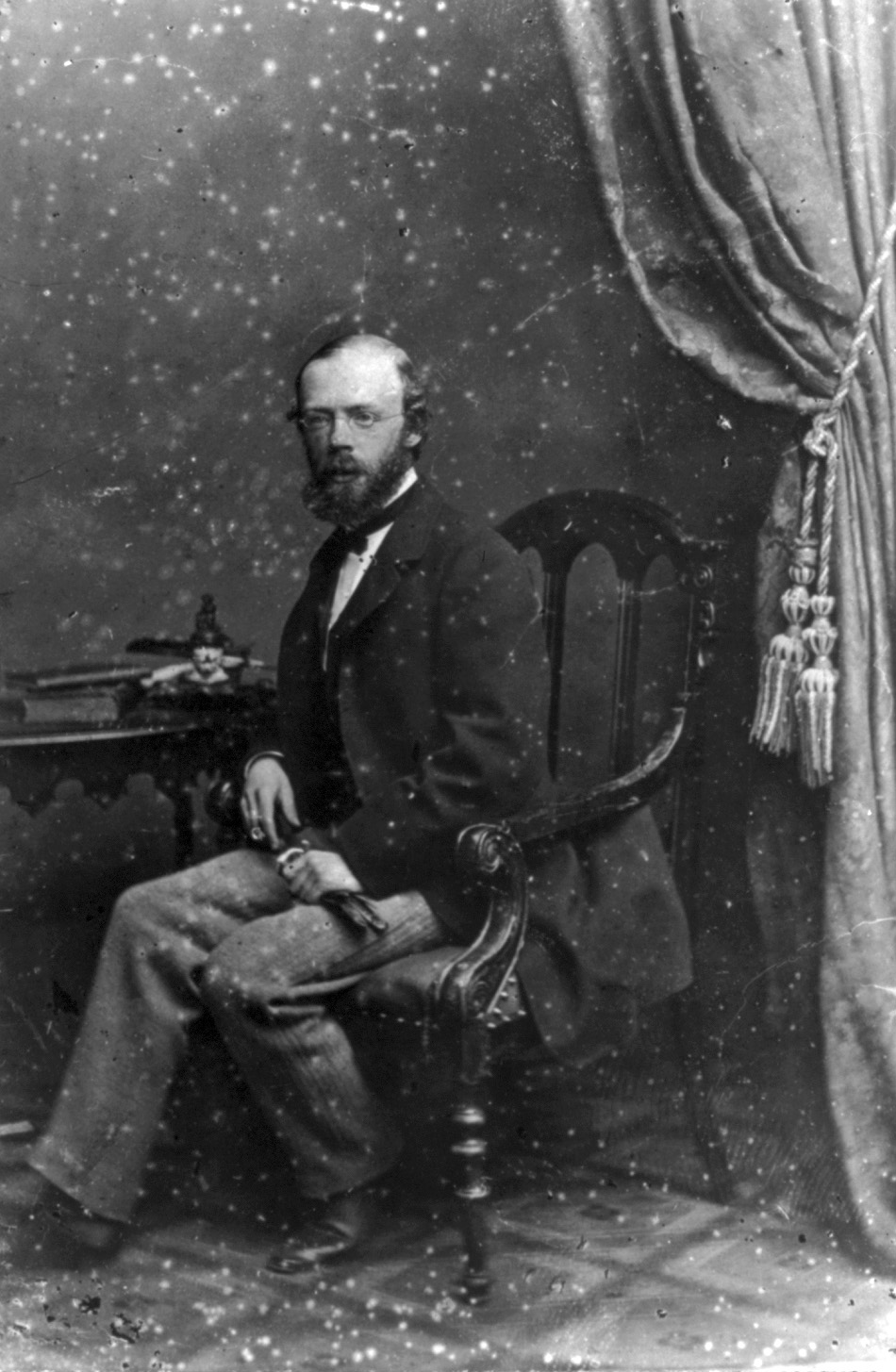
Роберт Романович Остен-Сакен

- 1856 — Роберт Романович Остен-Сакен назначен секретарём миссии России в Вашингтоне (1856—1862), затем генеральным консулом России в Нью-Йорке (1862—1871). Считается основателем американской школы диптерологов.
- 1857—1860 — кругосветное плавание австрийского фрегата Новара, посетившего Гибралтар, остров Мадейра, Рио-де-Жанейро, Кейптаун, Цейлон, Мадрас, Никобарские острова, Сингапур, Батавию, Манилу, Гонконг, Шанхай, Сидней, Окленд, Таити и др. Диптерологические сборы обработал и опубликовал Игнац Рудольф Шинер (Schiner, I. R. 1868. Diptera. In: Reise der österreichischen Fregatte Novara um die Erde in den Jahren 1857, 1858, 1859, unter den Befehlen des Commodore B. von Wüllerstorf-Urbair. Zoologischer Theil 2, I (B), Wien [= Vienna], vi+1-388 pp.)
- 1858 — Роберт Романович Остен-Сакен написал Очерк современного состояния познания энтомологической фауны окрестностей Санкт-Петербурга (Журнал Министерства народного просвещения, 1858); работа эта положила начало изучению петербургской диптерофауны. В этом же году он опубликовал Catalogue of the described Diptera of North America (Вашингтон, 1858).
- 1859 — основано Русское энтомологическое общество.
- 1859 — Виктор Иванович Мочульский опубликовал список двукрылых Амурского края (Catalogue des insectes rapportés des environs du fleuve Amour, dépuis la Schilka jusqu'à Nikolaevsk. Bulletin de la Société Naturaliste de Moscou 32:487—507).
- 1862 — Николай Петрович Вагнер на примере двукрылых насекомых рода Miastor из семейства галлиц открыл явление педогенеза — так называемого детского размножения (Самопроизвольное размножение гусениц у насекомых, Казань, 1862), хотя сам термин был предложен К. М. Бэром (1865).
- 1865 — Карл Хенрик Бохеман опубликовал первые данные по диптерофауне архипелага Шпицберген (Spetsbergens Insekt-Fauna. Öfversigt af Kongl. Vet. Akad. Förh. för âr 1865).
- 1865 — Фридрих Герман Лёв опубликовал первые сведения по диптерофауне Кавказа: Ueber einige bei Kutais in Imeretien gefangene Dipteren. Berliner entomologische Zeitschrift. Bd. 9: 234—242.

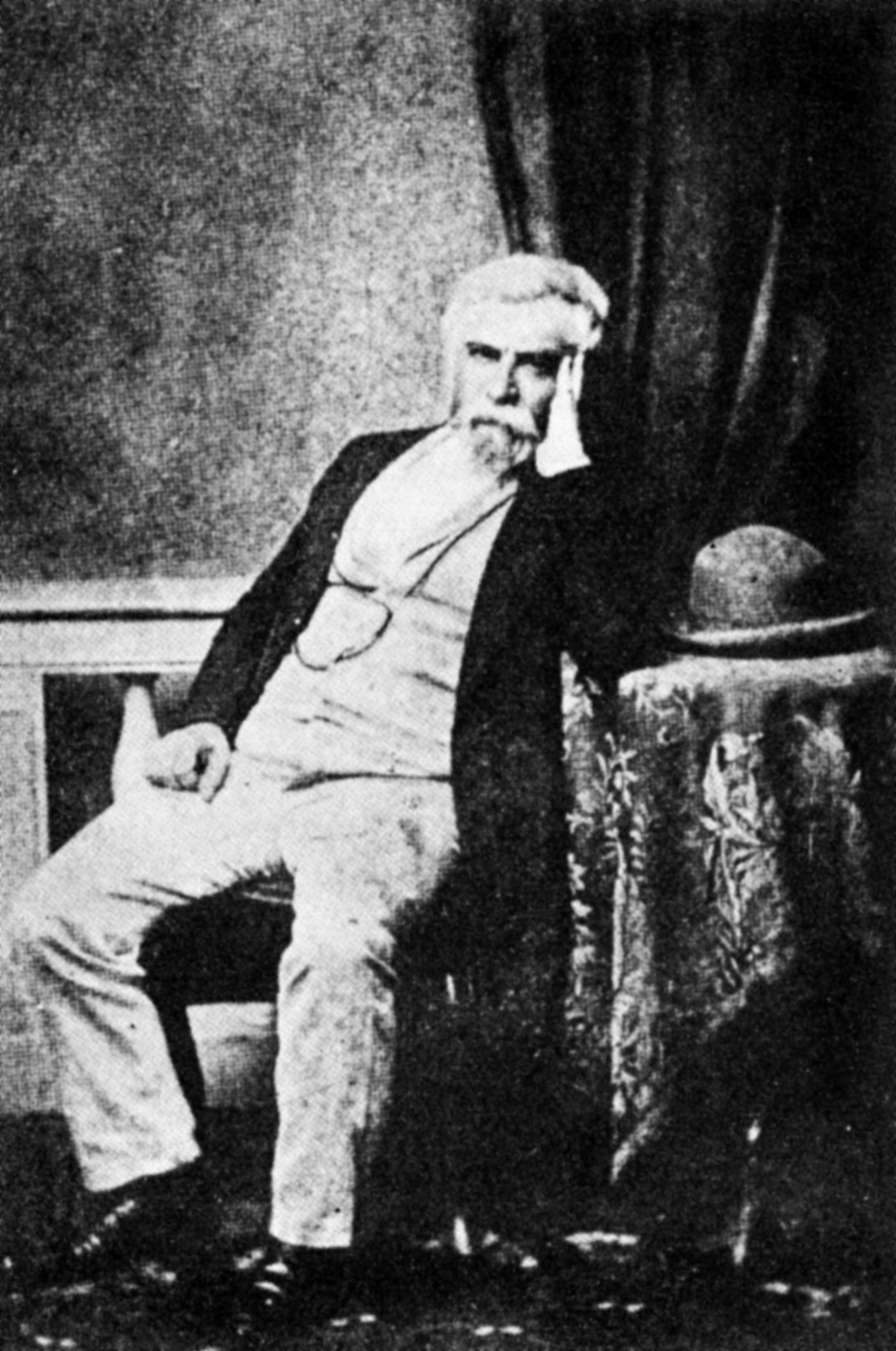
Виктор Иванович Мочульский

- 1866 — начало научной деятельности австрийского диптеролога Йозефа Мика.
- 1868 — начало трехлетней Туркестанской экспедиции А. П. Федченко, собравшего в числе прочего большую коллекцию двукрылых насекомых (б.ч. хранится в Зоологическом музее Московского университета).
- 1870 — Иосиф Алоизиевич Порчинский, 1-й руководитель Бюро по энтомологии при Департаменте земледелия (1894), начал научную деятельность. Его основной интерес лежал в области изучения биологии двукрылых насекомых, имеющих то или иное практическое значение (синантропные мухи, комары, оводы, муха Вольфарта, слепни и т. д.).
- 1870 — финский энтомолог Иоган Рейнольд Сальберг собрал большую коллекцию двукрылых и др. насекомых во время экспедиции по Иртышу и Оби. Результаты опубликовал Теодор Бекер (Beiträge zur dipteren-fauna Sibiriens. Acta Societatis Scientiarum Fennicae, 1900, 26(9): 1-66).
- 1871 — первая публикация по диптерофауне Средней Азии: Фридрих Герман Лёв, Туркестанские двукрылые. Известия Императорского общества любителей естествознания, антропологии и этнографии. М. Т.9(1): 52—59. Результаты обработки материалов Туркестанской экспедиции А. П. Федченко.

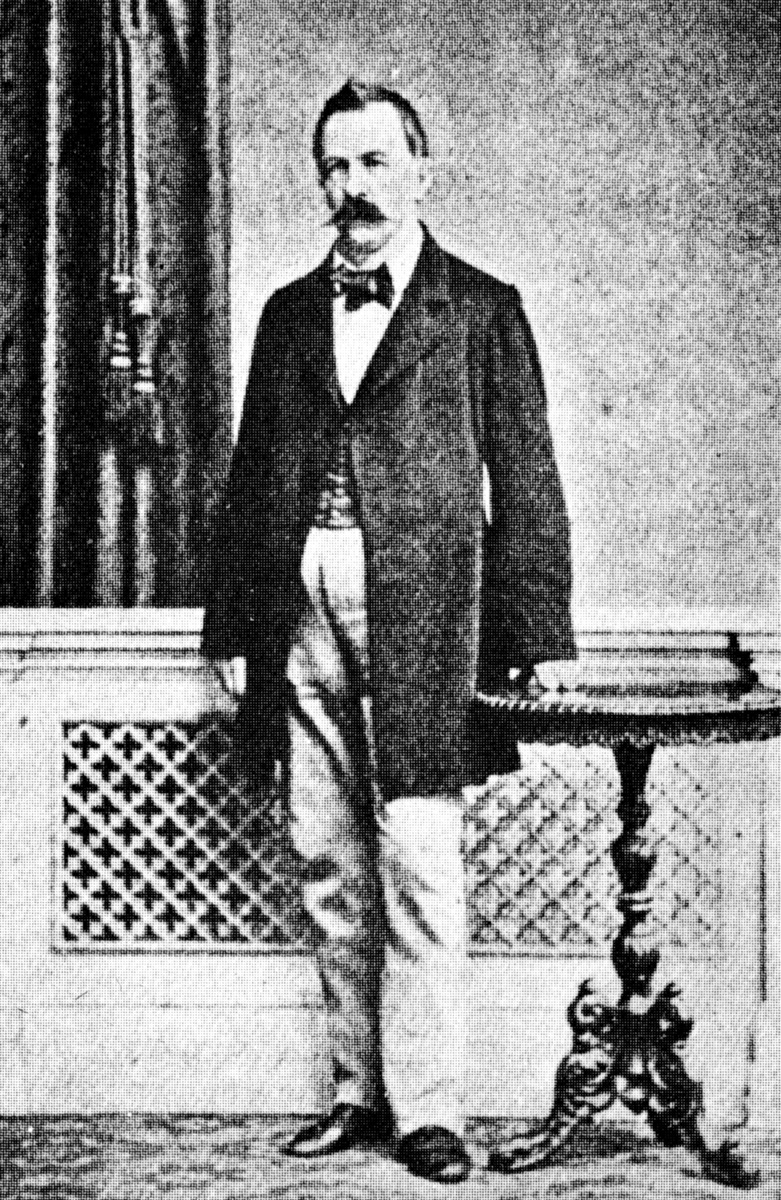
Фридрих Герман Лёв (Hermann Loew)

- 1876 — Ярошевский, Василий Алексеевич (род. в 1841 г.) начал публикацию серии работ по диптерофауне Харьковской губернии (Труды Харьковского общества испытателей природы. 1876. — Т. 10: 1—49).
- 1880 — Август Хольмгрен опубликовал первые данные по диптерофауне архипелага Новая Земля (Dipteren von Novaja-Semlja. Entomologisk Tidskrift v. Jakob Spångberg. Stockholm).
- 1881—1883 — Фёдор Петрович Кёппен опубликовал справочник Вредные насекомые России, Т. 1—3 (СПб., 1881—1883), в том числе Т III. Специальная часть: II. Бабочки, двукрылые и полужесткокрылые (СПб.: Типогр. Импер. Акад. Наук, 1883 г. VIII, 586 с.).
- 1883 — австрийский энтомолог Фридрих Мориц Брауэр опубликовал краеугольную работу по личинкам двукрылых Die Zweiflügler des Kaiserlichen Museums zu Wien. III. Systematische Studien auf Grundlage der Dipteren-Larven.
- 1894 — австрийский энтомолог Фердинанд Коварц опубликовал каталог Catalogus insectorum faunae bohemicae. -II. Fliegen (Diptera).
- 1894 — паразитолог Патрик Монсон впервые предположил, что малярия может передаваться человеку комарами. В 1896 г. кубинский врач Карлос Финлей, который лечил больных жёлтой лихорадкой в Гаване, высказал ту же гипотезу. Англичанин сэр Рональд Росс, работавший в Индии, показал в 1898 году, что определённые разновидности комаров передают малярию птицам, и выделил паразитов из слюнных желез комара. Джованни Батиста Грасси в 1898 г удалось осуществить экспериментальное заражение человека малярией через укус комара (он ставил опыты на добровольцах, в том числе и на себе). Он доказал также, что только комары рода Anopheles являются переносчиками малярии в Италии, разработал и внедрил меры профилактики малярии.
- 1897 — родился Александр Александрович Штакельберг, основатель советской школы диптерологов.
- 1897—1899 — Бельгийская антарктическая экспедиция на исследовательском корабле «Бельжика» (RV Belgica), собравшая первых наземных членистоногих Антарктиды, в том числе Belgica antarctica — вид бескрылых комаров-звонцов из семейства Chironomidae[14], описанный в 1900 году бельгийским энтомологом Яном-Карлом Якобсом (Jean-Charles Jacobs, 1821—1907).

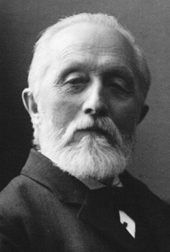
Теодор Беккер (Theodor Becker)

- 1898 — Габриель Штробль статьёй Fauna diptera Bosne, Hercegovine I Dalmacie. Glasn. Zemalj. Muz. Bosni Herceg. 10: 87-466, 562—616 начал серию работ с первыми данными по фауне двукрылых Балканского полуострова.
- 1898 — Николай Алексеевич Зарудный собрал большую коллекцию двукрылых и др. насекомых во время двух экспедиций в Персию (1898 и 1901). Результаты опубликовал Theodor Becker (Becker Th. & Stein P. 1913. Persische Dipteren von den Expeditionen des Herrn N. Zarudny 1898 und 1901. Ежегодник Зоологического музея Императорской академии наук, 17(3-4): 503—654).
- 1899 — Густав Иванович Радде опубликовал обзор диптерофауны Кавказа в книге Коллекции кавказского музея. I. Зоология / Г. И. Радде. — Тифлис, 1899. — 529 c.
- 1900—1902 — Зоологическая экспедиция на озеро Байкал, совершённая под руководством проф. А. А. Коротнева. Диптерологические сборы обработал Tеодор Беккер (Becker T. & J. Schnabl. Dipteren von W. W. Sowinsky an den Ufern der Baikal-Sees im Jahre 1902 gesammelt. Entomol. Mitt. 1926. 15: 33-46).
- 1900—1903 — Полярная экспедиция на шхуне Заря под руководством барона Э. В. Толля. Диптерологические сборы обработал финский диптеролог Рихард Фрей (Научные результаты Русской Полярной Экспедиции 1900—1903 гг., под начальством барона Э. В. Толля. Зап. Академии наук, С.-Петербург. 1915. Т. 2(10): 1-35).

### XX век (первая половина)
- 1901 — основан журнал Русское энтомологическое обозрение. Первая статья по двукрылым опубликована Г. А. Кожевниковым Об изученности фауны комаров России (Diptera, Culicidae)
- 1901 — американский генетик Томас Хант Морган (Thomas Hunt Morgan) начал генетические исследования дрозофил (Drosophila melanogaster) в Колумбийском университете (The Fly Room at Columbia University).
- 1902 — индийский врач и энтомолог шотландского происхождения Рональд Росс (Ronald Ross, 1857—1932) получил Нобелевскую премию за открытие роли малярийного комара как переносчика малярии.
- 1903 — английский микробиолог Дэвид Брюс установил, что переносчиками сонной болезни являются мухи цеце.
- 1903 — в Будапеште опубликована 1-я часть палеарктического каталога двукрылых: Кальман Кертес, Марио Бецци, Пауль Штейн, Теодор Беккер, Katalog der Paläarktischen dipteren.
- 1904 — академик Евгений Никанорович Павловский начал свою научную деятельность. Среди 600 научных и научно-популярных работ — Методы изучения кровососущих комаров (Culicidae) (М.-Л., АН СССР, 1935); Гнус (кровососущие двукрылые), его значение и меры борьбы (Л., 1951).
- 1907 — начало публикации серии монографий William Lundbeck, Diptera Danica. Genera and species of flies Hitherto found in Denmark.
- 1909 — московскими промышленниками братьями Н. и Г. Кузнецовыми была организована экспедиция на Полярный Урал. В серии трудов Научные результаты экспедиции братьев Кузнецовых на Полярный Урал в 1909 г. под начальством О. О. Баклунда, опубликованных в Записках Императорской Академии наук по физико-математическому отделению (1915), Теодор Беккер привёл список собранных видов двукрылых насекомых.
- 1909 — английский диптеролог Джордж Веррал опубликовал книгу Stratiomyidae and succeeding families of the Diptera Brachycera of Great Britain.
- 1911 — итальянский художник, иллюстратор, энтомолог Амедео Терци (1872—1956) награждён Золотой медалью и дипломом на Туринской выставке за свои научные и медицинские работы. По оценкам специалистов, в течение своей карьеры он выполнил 37 000 рисунков в 55 книгах и более чем 500 других публикаций, изображающих, в основном, паразитических насекомых, в частности, Diptera.
- 1919 — начало научной деятельности А. А. Штакельберга, основателя советской школы диптерологов. Собранные им двукрылые хранятся в коллекции Зоологического института РАН
- 1920 — английский диптеролог Энрико Брунетти опубликовал монографию The Fauna of British India, Including Ceylon and Burma. Diptera 1. Brachycera.
- 1920 — в Москве организован Тропический институт, позднее — Институт малярии, паразитологии и гельминтологии (ныне — Институт медицинской паразитологии и тропической медицины им. Е. И. Марциновского в составе Первого МГМУ).
- 1922—1924 — начало организации в СССР сети противомалярийных станций, пунктов и отрядов.
- 1924 — Эжен Сегю начал публиковать монографию Diptera: recueil d’etudes biologiques et systematiques sur les Dipteres du Globe. 11 vols. Text figs. Part of Encyclopedie Entomologique, Serie B II: Diptera. 1924—1953.
- 1925 — Эрвин Линднер (Германия) начал издавать серию монографий Die Fliegen der Paläarktischen Region, в которых интернациональный коллектив авторов обработал полностью или частично более 100 семейств двукрылых.
- 1926 — А. А. Штакельберг опубликовал 1-й на русском языке определитель двукрылых всех семейств Наши мухи. Краткий экскурсионный определитель наиболее обычных видов мух северной и средней полосы европейской части СССР (Экскурсионная библиотека. Под общ. ред. Д. Н. Ангерта и Б. Е. Райкова. М.-Л. ГИЗ. 1926. 152 с.).

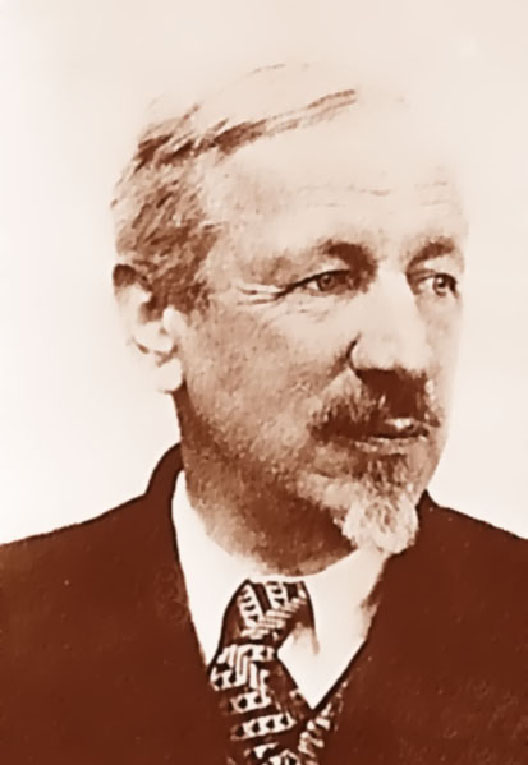
В.Н. Беклемишев

- 1932 — советский зоолог В.Н. Беклемишев стал заведующим отделом энтомологии Института малярии и медицинской паразитологии в Москве и занялся изучением малярийных комаров. В 1944 г. опубликовал книгу Экология малярийного комара, М., 299 с.
- 1933 — А. А. Штакельберг опубликовал Определитель мух европейской части СССР (в серии Определители по фауне СССР, издаваемые Зоологическим институтом. 1933. Т. 7. 742 с.).
- 1934 — шведский энтомолог Рене Малез изобрел новый тип ловушек для насекомых (Ловушка Малеза), наиболее популярную среди диптерологов.

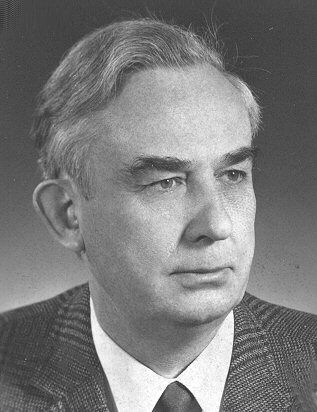
Вилли Хенниг

- 1948—1952 — немецкий диптеролог Вилли Хенниг (нем. Willi Hennig), опубликовал монографию Die Larvenformen der Dipteren, 3 vols., Berlin: Akademie-Verlag, 1948—1952. Свой опыт диптеролога он использовал в работах 1950—1960-х годов, которые заложили основу кладистического анализа.
- 1950 — Eugène Séguy опубликовал монографию La Biologie des Dipteres 1950. 609 pp. 7 col + 3 b/w plates, 225 text figs.

### XX век (вторая половина)
- 1955 — начало Всемирной программы борьбы с малярией.
- 1960 — 19 августа на втором космическом корабле-спутнике «Спутник-5» среди нескольких видов организмов, избранных объектами первоочередных генетических исследований, впервые находились мухи-дрозофилы двух линий
- 1960 — в Японии основано Общество диптерологов (Societas Dipterologica, Osaka)
- 1962 — опубликован очередной том фундаментального справочника Основы палеонтологии. Членистоногие — трахейные и хелицеровые. В нём описано большое количество таксонов двукрылых насекомых. Борис Борисович Родендорф обосновал систему надсемейств двукрылых насекомых.

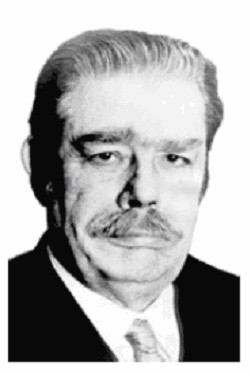
Борис Борисович Родендорф

- 1965 — опубликован каталог: Stone A. et al. (eds.): A Catalog of the Diptera of America North of Mexico. United States Department of the Agriculture, Agricultural Handbook 276.
- 1965 — Харольд Олдройд опубликовал монографию The Natural History of Flies. New York: W. W. Norton. 1965.
- 1966 — вышел 1-й том журнала Makunagi: acta dipterologica (Societas Dipterologica, Osaka, Япония)
- 1967 — вышел 1-й номер журнала CHIRONOMUS (Newsletter on Chironomidae Research)
- 1969—1970 — опубликован 5-й том издания Определитель насекомых Европейской части СССР, посвященный Diptera.
- 1970 — опубликован каталог: Papavero N. (ed.): A Catalogue of the Diptera of the Americas south of the United States 40; São Paulo: Secretaria da Agricultura.
- 1972 — Griffiths, G.C.D. опубликовал монографию The phylogenetic classification of Diptera Cyclorrhapha, withspecial reference to the structure of the male postabdomen. Ser. Ent. 8, 340 pp. [Dr. W. Junk, N. V., The Hague] (1972).
- 1975 — опубликован каталог: Delfinado M.D. & Hardy, D.E. (eds.): A Catalog of the Diptera of the Oriental Region I—II; Honolulu: Univ. Haw. Press.
- 1976 — Первый всесоюзный (ныне всероссийские) диптерологический симпозиум (6—8 апреля 1976 г., Ленинград).
- 1978 — вышел 1-й том журнала Tsetse and Trypanosomiasis Information (Bulletin d’information sur les glossines et les trypanosomes) .
- 1979 — вышел 1-й том продолжающегося издания MYIA. The International Journal of the North American Dipterists' Society (США).
- 1979 — вышел 1-й номер журнала British Simuliid Group Bulletin (с 1979 по 1987 гг. — British Simuliid Group Newsletter).
- 1980 — опубликован каталог: Crosskey, R.W. (ed.): Catalogue of the Diptera of the Afrotropical Region; London: Brit. Mus. (Nat. Hist.).
- 1981 — опубликован 1-й том: McAlpine J.F. et al. (eds). 1981. A Manual of the Nearctic Diptera, Vol. 1, Biosystematics Research Institute Monogr. 27, Ottawa, — 674 p.
- 1984 — начало выхода Каталога палеарктических двукрылых насекомых (Árpád Soós and Lazlo Papp . — Catalogue of Palaearctic Diptera. 1984—1992).
- 1985 — вышел 1-й том журнала Dipteron (Польша) .
- 1986 — проведён 1-й Международный конгресс диптерологии, 1st International Congress of Dipterology — 17—24 августа 1986, Венгрия (Budapest, Hungary).
- 1986 — вышел 1-й номер журнала Empid and Dolichopodid Study Group Newsheet (Англия).
- 1988 — основано Общество шотландских диптерологов (The Malloch Society). Своё название общество получило в честь John Russell Malloch (1875—1963), крупнейшего шотландского специалиста по двукрылым насекомым. .
- 1988 — вышел 1-й номер журнала Fly Times (США) , 1-й номер журнала The Tachinid Times (Канада)  и 1-й том журнала Dipterists Digest (Лондон)
- 1990 — основан Международный журнал диптерологии (An International Journal of Dipterological Research; Рига — Санкт-Петербург). В нём на английском языке публикуются статьи и обзоры по систематике, филогении, морфологии, физиологии и экологии двукрылых насекомых.
- 1993 — основано Британское общество диптерологов (Dipterists Forum — The Society for the study of flies)
- 1994 — американский энтомолог Нил Эвенхус (англ. Neal L. Evenhuis; Bishop Museum, Гонолулу, Гавайи) опубликовал Catalogue of the Fossil Flies of the world (Insecta: Diptera). — Leiden: Backhuys Publ.: 600 pp. —
- 1994 — вышел 1-й том журнала Studia Dipterologica (Германия)
- 1995 — создан 1-й (в диптерологии) профессиональный интернет-сайт (ограниченного доступа) по семейству Chironomidae.
- 1995 — вышел 1-й том журнала Volucella (журнал) (Германия) .
- 1996 — американский энтомолог Нил Эвенхус (англ. Neal L. Evenhuis; Bishop Museum, Гонолулу, Гавайи) опубликовал Catalogue of the Diptera of the Australasien and Oceanian Regions. —
- 1996 — В Японии основан специализированный «Клуб диптерологов Японии» (Dipterist’s Club of Japan), включающий более 100 членов .
- 1998—2000 — печатался журнал Dipteron (Киль, Германия)
- 1999 — опубликована 1-я часть 4-го тома издания Определитель насекомых Дальнего Востока СССР, посвященного Diptera
- 1999 — созданы первые (в диптерологии) профессиональные интернет-сайты по семействам Asilidae , Ceratopogonidae , Dolichopodidae .
- 2000 — французский диптеролог Loïc Matile опубликовал монографию Diptères d’Europe Occidentale Tomes 1 and 2 Atlas d’Entomologie. Editions N. Boubée. Paris.
- 2000 — опубликован 1-й том монографии: Papp L. & Darvas B. (eds.). Contributions to a manual of Palaearctic Diptera, 1.

### XXI век
- 2001 — проведён первый симпозиум I International Symposium [as Workshop] по мухам семейства Syrphidae (Штутгарт, 2001).
- 2004 — Paul Beuk (Голландия) основал интернет-сайт Diptera.info для любителей двукрылых со всех континентов.
- 2006 — Andy Lehrer (Израиль, 1930—2014) начал издавать журнал «одного автора» Fragmenta Dipterologica. К концу 2013 года вышел 41 номер .
- 2007 — опубликован 1-й номер журнала Fly, посвящённого всем аспектам изучения Drosophila (2007 —) (Taylor & Francis)
- 2009 — опубликован 1-й том: Brown B.V., Borkent A., Cumming J.M., Wood D.M., Woodley N.E. & Zumbado M.A. (eds), Manual of Central American Diptera. Volume 1. Ottawa: NRC Research Press.
- 2012 — вышла монография Flies: The Natural History and Diversity of Diptera by Stephen A Marshall. Firefly Books, Ontario, 2012. 616 p. ISBN 978-1-77085-100-9 .
- 2014 — первый номер журнала International Journal of Mosquito Research (New Delhi, India).
- 2017 — Джеффри Холл, Майкл Росбаш и Майкл Янг (Jeffrey C. Hall, Michael Rosbash and Michael W. Young) получили Нобелевскую премию за открытие механизмов, которые контролируют циркадные ритмы, проводя работы на мушках-дрозофилах.
- 2017 — опубликованы первые 2 тома монографии: Kirk-Spriggs, A.H. & Sinclair, B.J. (eds), Manual of Afrotropical Diptera. Pretoria: SANBI Graphics & Editing